# São Cosme (Gondomar)
A Freguesia de São Cosme foi a freguesia-sede do Município de Gondomar, a qual tinha 11,77 km² de área e 27 047 habitantes (2011), e, por isso, uma densidade populacional de 2 298 hab/km². 
A Freguesia de São Cosme foi extinta em 2013, no âmbito de uma reforma administrativa nacional, para, em conjunto com as Freguesias de Valbom e Jovim, formar uma nova freguesia denominada União das Freguesias de Gondomar (São Cosme), Valbom e Jovim da qual é a sede.
Era dominada pelo Monte Crasto, sendo a principal actividade económica desta freguesia a ourivesaria.
A freguesia de São Cosme de Gondomar foi elevada à categoria de vila, em 1927, com o título de Vila de Gondomar. Em 1991 a vila de Gondomar é elevada à categoria de cidade.

## População
| População da freguesia de Gondomar (São Cosme) | População da freguesia de Gondomar (São Cosme) | População da freguesia de Gondomar (São Cosme) | População da freguesia de Gondomar (São Cosme) | População da freguesia de Gondomar (São Cosme) | População da freguesia de Gondomar (São Cosme) | População da freguesia de Gondomar (São Cosme) | População da freguesia de Gondomar (São Cosme) | População da freguesia de Gondomar (São Cosme) | População da freguesia de Gondomar (São Cosme) | População da freguesia de Gondomar (São Cosme) | População da freguesia de Gondomar (São Cosme) | População da freguesia de Gondomar (São Cosme) | População da freguesia de Gondomar (São Cosme) | População da freguesia de Gondomar (São Cosme) |
| ---------------------------------------------- | ---------------------------------------------- | ---------------------------------------------- | ---------------------------------------------- | ---------------------------------------------- | ---------------------------------------------- | ---------------------------------------------- | ---------------------------------------------- | ---------------------------------------------- | ---------------------------------------------- | ---------------------------------------------- | ---------------------------------------------- | ---------------------------------------------- | ---------------------------------------------- | ---------------------------------------------- |
| 1864                                           | 1878                                           | 1890                                           | 1900                                           | 1911                                           | 1920                                           | 1930                                           | 1940                                           | 1950                                           | 1960                                           | 1970                                           | 1981                                           | 1991                                           | 2001                                           | 2011                                           |
| 3 553                                          | 3 853                                          | 4 459                                          | 4 889                                          | 6 045                                          | 6 565                                          | 7 502                                          | 8 882                                          | 9 474                                          | 11 182                                         | 14 520                                         | 18 881                                         | 20 622                                         | 25 717                                         | 27 047                                         |

| Distribuição da População por Grupos Etários | Distribuição da População por Grupos Etários | Distribuição da População por Grupos Etários | Distribuição da População por Grupos Etários | Distribuição da População por Grupos Etários | Distribuição da População por Grupos Etários | Distribuição da População por Grupos Etários | Distribuição da População por Grupos Etários | Distribuição da População por Grupos Etários | Distribuição da População por Grupos Etários |
| -------------------------------------------- | -------------------------------------------- | -------------------------------------------- | -------------------------------------------- | -------------------------------------------- | -------------------------------------------- | -------------------------------------------- | -------------------------------------------- | -------------------------------------------- | -------------------------------------------- |
| Ano                                          | 0-14 Anos                                    | 15-24 Anos                                   | 25-64 Anos                                   | > 65 Anos                                    |                                              | 0-14 Anos                                    | 15-24 Anos                                   | 25-64 Anos                                   | > 65 Anos                                    |
| 2001                                         | 4 359                                        | 3 645                                        | 15 025                                       | 2 688                                        |                                              | 16,9%                                        | 14,2%                                        | 58,4%                                        | 10,5%                                        |
| 2011                                         | 4 237                                        | 2 974                                        | 15 895                                       | 3 941                                        |                                              | 15,7%                                        | 11,0%                                        | 58,8%                                        | 14,6%                                        |

## Património
- Quinta da Bouça dos Capuchinhos (casa, capela jardins e portais)
- Convento das Irmãs Franciscanas de Calais (Gondomar, 1962-71)
- Igreja Matriz de Gondomar
- Capela do Monte Crasto